# V1033 Геркулеса
V1033 Геркулеса (лат. V1033 Herculis) — двойная затменная переменная звезда типа W Большой Медведицы (EW) в созвездии Геркулеса на расстоянии приблизительно 778 световых лет (около 238 парсек) от Солнца. Видимая звёздная величина звезды — от +12,4m до +11,8m. Орбитальный период — около 0,2981 суток (7,1533 часа).
Открыта проектом ROTSE-1 в 2000 году*.

## Характеристики
Первый компонент — жёлто-оранжевый карлик спектрального класса K2*. Масса — около 1,26 солнечной, радиус — около 1,08 солнечного, светимость — около 0,89 солнечной. Эффективная температура — около 5399 K.
Второй компонент — жёлтый карлик спектрального класса G. Масса — около 0,32 солнечной, радиус — около 0,61 солнечного, светимость — около 0,39 солнечной. Эффективная температура — около 5828 K.